# Péril en mer
Péril en mer (Hostile Waters) est un film américain réalisé par David Drury, sorti en 1997.
Le film débute alors qu'en route pour Cuba, un sous-marin nucléaire soviétique heurte accidentellement un submersible américain.

## Synopsis
En 1986, le sous-marin de la marine soviétique K-219 effectue un Crazy Ivan, et l'USS Aurora entre en collision avec celui-ci, provoquant une rupture du sceau sur l'un de ses tubes de missiles balistiques. L'eau de mer qui fuit provoque une réaction corrosive qui inonde le sous-marin de gaz toxique. La réaction corrosive déclenche un incendie qui inonde le sous-marin avec plus de gaz toxique et de fumée.
Le capitaine fait surface sur le bateau et déplace l'équipage sur le pont et tente de ventiler le sous-marin. L'ingénieur en chef informe le capitaine que le feu peut cuire les missiles nucléaires et provoquer une explosion catastrophique. Les portes de lancement sont ouvertes sur le sous-marin pour évacuer la fumée.
Aurora constate qu'un incendie est à bord du K-219 et informe le Pentagone. Le Pentagone, craignant une contamination radioactive de la côte est, ordonne à l'Aurora de se préparer à couler le K-219. Le fait que les portes de lancement soient ouvertes sur les SLBM provoque la consternation à Washington, avec des appels au naufrage immédiat du sous-marin, s'il semble se préparer à lancer.
Le capitaine du K-219 prépare un plan audacieux pour plonger avec les portes de lancement ouvertes, pour inonder la baie de missiles et éteindre les incendies. Alors que le capitaine redescend dans le sous-marin, Aurora se prépare à tirer, en supposant que le K-219 s'apprête à lancer ses missiles. Après une discussion brève mais animée, le commandant américain est convaincu d'attendre avant de se décider et se rend compte que le sous-marin soviétique plonge, plutôt que de lancer ses missiles ballistiques.
La tactique du K-219 fonctionne et le sous-marin refait surface avec les feux éteints. Une nouvelle crise se développe : les deux réacteurs nucléaires surchauffent et les barres de refroidissement doivent être abaissées manuellement par deux membres d'équipage qui n'ont pratiquement plus d'oxygène. Les barres sont abaissées et les deux réacteurs sont arrêtés, évitant un désastre, mais un membre d'équipage reste enfermé à l'intérieur de la salle du réacteur, à court d'oxygène. L'eau de mer inondant le sous-marin, le capitaine du K-219 décide d'abandonner le navire. Tout au long de la crise, Washington insiste pour qu'aucune information sur la possibilité de retombées nucléaires le long de la côte est américaine ne soit divulguée aux gouverneurs et qu'aucun plan d'évacuation ne soit activé pour protéger la population, afin de ne pas faire dérailler le prochain sommet de Reykjavik entre le dirigeant soviétique Mikhaïl Gorbatchev et le président américain Ronald Reagan.
Le capitaine Britanov et les membres de son équipage survivants rentrent sains et saufs à Moscou avec un équipage décoré et il est renvoyé de la marine. Le sommet de Reykjavik se déroule comme prévu.
Le post-scriptum du film détaille qu'en héritage près d'une décennie après la fin de la guerre froide, cinquante et une ogives et sept réacteurs de sous-marins nucléaires jonchent le fond de l'océan Atlantique Nord.

## Fiche technique
- Titre original : Hostile Waters
- Réalisation : David Drury
- Scénario : Troy Kennedy-Martin
- Photographie : Alec Curtis
- Musique : David Ferguson
- Durée : 91 minutes
- Dates de sortie :
  - France : 19 août 1998

## Distribution
- Rutger Hauer : Britanov
- Martin Sheen : le capitaine de l'Aurora
- Max von Sydow : Chernavin
- Colm Feore : Pshenishny
- Rob Campbell : Sergei Preminin
- Harris Yulin : Amiral Quinn
- Dominic Monaghan : Sasha
- Regina Taylor : Lieutenant Curtis
- John Rothman : un officier de l'Aurora
- Michael Attwell (en) : Kuzmenko
- Peter Guinness : Vladimirov